# المشاهد الرياضية (صحيفة)
المشاهد الرياضية صحيفة سودانية.

## طالع أيضًا
- قائمة الصحف في السودان

## روابط خارجية
- https://web.archive.org/web/20111119110704/http://www.mushahidsd.net/%28